# Nowy cmentarz żydowski w Lubomlu
Nowy cmentarz żydowski w Lubomlu – kirkut społeczności żydowskiej niegdyś zamieszkującej Luboml. Nie wiadomo dokładnie kiedy powstał. Znajdował się na zachód od miejscowości, poza zabudowaniami, przy drodze do Opalina. Został zniszczony podczas II wojny światowej. Obecny stan zachowania cmentarza jest nieznany.